# Cladocarpus vancouverensis
Cladocarpus vancouverensis är en nässeldjursart som beskrevs av John Fraser 1914. Cladocarpus vancouverensis ingår i släktet Cladocarpus och familjen Aglaopheniidae. Inga underarter finns listade i Catalogue of Life.